# Rouffiac, Tarn
Rouffiac är en kommun i departementet Tarn i regionen Occitanien i södra Frankrike. Kommunen ligger i kantonen Albi-Sud som tillhör arrondissementet Albi. År 2022 hade Rouffiac 632 invånare.

## Befolkningsutveckling
Antalet invånare i kommunen Rouffiac
| Referens: INSEE |